# Johann Heinrich Oesterreicher
Johann Heinrich Oesterreicher (* 1802/1805 in Bamberg; † 20. Februar 1843 in St. Georgen, heute Stadtteil von Bayreuth) war ein deutscher Anatom.

## Leben
Heinrich Oesterreicher war der Sohn eines Oberappellationsrates und Neffe des Bamberger Weihbischofs Johann Friedrich Oesterreicher. Er wurde nach seinem Studium an der Ludwig-Maximilians-Universität München – einer seiner Lehrer war der Anatom Ignaz Döllinger – im Jahr 1828 habilitiert. Danach begann er an der Universität München als Privatdozent, bis er am 15. April 1831 – zunächst provisorisch – zum Lehrer für Anatomie an die Chirurgische Schule in Landshut berufen und zum Vorstand der anatomischen Anstalt ernannt wurde – wohl als Nachfolger von Joseph August Schultes. Dort verfiel er schließlich dem Größenwahn und starb in der Irrenanstalt St. Georgen, damals einem Vorort von Bayreuth.
Oesterreicher veröffentlichte einen Anatomischen Atlas des menschlichen Körpers mit knapp 200 anatomischen Steinstichen.

## Veröffentlichungen
- Darstellung der Beweise für den Kreislauf des Bluts. Nürnberg 1825.
- Versuch einer Darstellung der Lehre vom Kreislauf des Blutes. 1826.
- Tabulae anatomicae (S. I. Myologia). Eichstädt 1827.
- Darstellung der Ortsveränderung der Hoden. Leipzig 1830.
- Anatomische Steindrucke. Leipzig 1827–30, 25 Hefte